# Slovensko-hrvaška meja
Slovensko-hrvaška meja je meja, ki ločuje Slovenijo in Hrvaško znotraj Evropske unije.
Do leta 2009 je sodni spor zaradi morske meje na ravni Jadranskega morja spodkopaval odnose med državama. Slovenija, članica Evropske unije, je reševanje pravdnega spora postavila kot pogoj za vstop Hrvaške v Evropo.